# Estádio Municipal de Mar Grande
O Estádio Municipal de Mar Grande, apelidado de Vicentão, localiza-se no distrito de Mar Grande no município de Vera Cruz e possui capacidade para 2.000 espectadores.
Para a Copa do Mundo FIFA de 2014, o estádio foi candidato para servir de centro de treinamento às seleções participantes.